# Віганелла
Віганелла, Віґанелла (італ. Viganella, п'єм. Viganela) — колишній муніципалітет в Італії, у регіоні П'ємонт,  провінція Вербано-Кузіо-Оссола. З 1 січня 2016 року Віганелла є частиною новоствореного муніципалітету Боргомеццавалле.
Віганелла розташована на відстані близько 580 км на північний захід від Рима, 120 км на північ від Турина, 30 км на північний захід від Вербанії.
Населення — 162 особи (2014).

## Демографія
Населення за роками:

Станом на 31 грудня 2014 року в муніципалітеті офіційно проживали 32 іноземці з 6 країн, серед них 25 громадян країн Євросоюзу та 1 громадянин України.

## Сусідні муніципалітети
- Антрона-Ск'єранко
- Каласка-Кастільйоне
- Монтескено
- Сепп'яна